# Convocazioni per il campionato mondiale di hockey su ghiaccio maschile 2011
Ciascuna squadra partecipante al Campionato mondiale di hockey su ghiaccio maschile 2011 consisteva in almeno 15 giocatori (attaccanti e difensori) e 2 portieri, mentre al massimo si poteva disporre di 22 giocatori e 3 portieri. Tutte e 16 le nazionali partecipanti dovettero consegnare la lista dei convocati entro il 28 aprile 2011.

## Gruppo A

### Germania
Allenatore:  Uwe Krupp
Lista dei convocati aggiornata al 5 maggio 2011.
| N. | Pos. | Nome                  | Anno | Alt. | Peso | Tiro | Squadra            |
| -- | ---- | --------------------- | ---- | ---- | ---- | ---- | ------------------ |
| 2  | D    | Denis Reul            | 1989 | 193  | 104  | R    | Adler Mannheim     |
| 3  | D    | Justin Krueger        | 1986 | 190  | 96   | R    | Berna              |
| 5  | D    | Korbinian Holzer      | 1988 | 190  | 94   | R    | Toronto Marlies    |
| 16 | A    | Michael Wolf - C      | 1981 | 177  | 80   | R    | Iserlohn Roosters  |
| 18 | A    | Kai Hospelt           | 1985 | 185  | 85   | L    | Grizzlys Wolfsburg |
| 20 | D    | Robert Dietrich       | 1986 | 180  | 85   | L    | Adler Mannheim     |
| 21 | A    | John Tripp            | 1977 | 192  | 103  | R    | Kölner Haie        |
| 24 | A    | André Rankel          | 1985 | 186  | 89   | L    | Eisbären Berlin    |
| 25 | A    | Marcel Müller         | 1988 | 193  | 98   | L    | Toronto Marlies    |
| 26 | A    | Daniel Kreutzer - A   | 1979 | 176  | 86   | L    | DEG Metro Stars    |
| 27 | D    | Kevin Lavallee        | 1981 | 190  | 94   | R    | Red Bull München   |
| 28 | A    | Frank Mauer           | 1988 | 184  | 85   | R    | Adler Mannheim     |
| 29 | A    | Alexander Barta       | 1983 | 180  | 77   | R    | Hamburg Freezers   |
| 30 | P    | Jochen Reimer         | 1985 | 184  | 90   | L    | Grizzlys Wolfsburg |
| 32 | P    | Dimitri Pätzold       | 1983 | 180  | 87   | L    | Straubing Tigers   |
| 37 | A    | Patrick Reimer        | 1982 | 179  | 84   | R    | DEG Metro Stars    |
| 39 | A    | Thomas Greilinger     | 1981 | 180  | 88   | R    | ERC Ingolstadt     |
| 44 | P    | Dennis Endras         | 1985 | 183  | 76   | L    | Augsburger Panther |
| 47 | A    | Christoph Ullmann - A | 1983 | 182  | 84   | L    | Kölner Haie        |
| 48 | D    | Frank Hördler         | 1985 | 183  | 86   | L    | Eisbären Berlin    |
| 55 | A    | Felix Schütz          | 1987 | 178  | 87   | L    | ERC Ingolstadt     |
| 75 | A    | Marcus Kink           | 1985 | 186  | 91   | L    | Adler Mannheim     |
| 77 | D    | Nikolai Goc           | 1986 | 182  | 95   | L    | Adler Mannheim     |
| 87 | A    | Philip Gogulla        | 1987 | 188  | 80   | L    | Kölner Haie        |
| 90 | D    | Constantin Braun      | 1988 | 190  | 89   | L    | Eisbären Berlin    |

LEGENDA:

P = Portiere, D = Difensore, A = Attaccante, L = sinistra, R = destra

### Russia
Allenatore:  Vjačeslav Bykov
Lista dei convocati aggiornata al 13 maggio 2011.
| N. | Pos. | Nome                  | Anno | Alt. | Peso | Tiro | Squadra               |
| -- | ---- | --------------------- | ---- | ---- | ---- | ---- | --------------------- |
| 5  | D    | Il'ja Nikulin         | 1982 | 191  | 100  | L    | Ak Bars Kazan’        |
| 7  | D    | Dmitrij Kalinin       | 1980 | 189  | 97   | L    | Salavat Julaev        |
| 8  | A    | Aleksandr Ovečkin     | 1987 | 188  | 99   | L    | Washington Capitals   |
| 20 | P    | Evgenij Nabokov       | 1975 | 183  | 91   | R    | SKA Pietroburgo       |
| 21 | A    | Konstantin Gorovikov  | 1977 | 183  | 80   | L    | Dinamo Mosca          |
| 22 | D    | Konstantin Korneev    | 1984 | 180  | 82   | L    | Ak Bars Kazan’        |
| 23 | A    | Aleksej Terešenko     | 1980 | 181  | 78   | L    | Ak Bars Kazan’        |
| 25 | A    | Danis Zaripov         | 1981 | 184  | 79   | L    | Ak Bars Kazan’        |
| 27 | D    | Vitalij Atjušov       | 1979 | 188  | 89   | L    | Magnitogorsk          |
| 37 | D    | Denis Grebeškov       | 1983 | 184  | 93   | L    | SKA Pietroburgo       |
| 41 | A    | Nikolaj Kulёmin       | 1986 | 185  | 90   | L    | Toronto Maple Leafs   |
| 42 | A    | Sergej Zinov'ev       | 1980 | 180  | 83   | R    | Salavat Julaev        |
| 43 | D    | Dmitrij Kulikov       | 1990 | 185  | 84   | L    | Florida Panthers      |
| 44 | D    | Nikolaj Belov         | 1987 | 191  | 81   | L    | Neftechimik           |
| 47 | A    | Aleksandr Radulov - A | 1986 | 186  | 84   | L    | Salavat Julaev        |
| 49 | A    | Evgenij Artjuchin     | 1982 | 196  | 116  | L    | SKA Pietroburgo       |
| 51 | D    | Fёdor Tjutin          | 1983 | 188  | 92   | L    | Columbus Blue Jackets |
| 55 | A    | Aleksej Kajgorodov    | 1983 | 182  | 93   | L    | Magnitogorsk          |
| 61 | A    | Maksim Afinogenov     | 1979 | 183  | 88   | R    | SKA Pietroburgo       |
| 71 | A    | Il'ja Koval'čuk - A   | 1983 | 188  | 99   | L    | New Jersey Devils     |
| 74 | D    | Aleksej Emelin        | 1986 | 187  | 101  | L    | Ak Bars Kazan’        |
| 83 | P    | Vasilij Košečkin      | 1983 | 200  | 91   | L    | Severstal’            |
| 84 | P    | Konstantin Barulin    | 1984 | 186  | 93   | L    | Atlant Mytišči        |
| 91 | A    | Vladimir Tarasenko    | 1991 | 183  | 93   | L    | Sibir’ Novosibirsk    |
| 95 | A    | Aleksej Morozov - C   | 1977 | 188  | 89   | L    | Ak Bars Kazan’        |

LEGENDA:

P = Portiere, D = Difensore, A = Attaccante, L = sinistra, R = destra

### Slovacchia
Allenatore:  Glen Hanlon
Lista dei convocati aggiornata al 9 maggio 2011.
| N. | Pos. | Nome               | Anno | Alt. | Peso | Tiro | Squadra            |
| -- | ---- | ------------------ | ---- | ---- | ---- | ---- | ------------------ |
| 2  | P    | Peter Hamerlík     | 1982 | 187  | 78   | L    | Oceláři Trinec     |
| 4  | D    | Michal Sersen      | 1985 | 184  | 80   | L    | Avtomobilist       |
| 7  | D    | Ivan Baranka       | 1985 | 189  | 91   | L    | Spartak Mosca      |
| 8  | A    | Martin Cibák       | 1980 | 185  | 88   | L    | Severstal’         |
| 10 | A    | Marián Gáborík     | 1982 | 186  | 89   | L    | New York Rangers   |
| 14 | A    | Štefan Ružička     | 1985 | 182  | 97   | R    | Spartak Mosca      |
| 15 | A    | Jozef Stümpel - A  | 1972 | 190  | 100  | R    | Dinamo Minsk       |
| 16 | D    | Ivan Majeský       | 1976 | 195  | 105  | L    | Skellefteå AIK     |
| 17 | D    | Ľubomír Višňovský  | 1976 | 177  | 85   | L    | Anaheim Ducks      |
| 18 | A    | Miroslav Šatan - A | 1974 | 188  | 87   | L    | Dinamo Mosca       |
| 20 | A    | Richard Zedník     | 1976 | 186  | 87   | L    | AIK                |
| 23 | A    | Ľuboš Bartečko     | 1976 | 183  | 86   | L    | MODO               |
| 25 | P    | Ján Lašák          | 1979 | 183  | 93   | L    | Jokerit            |
| 26 | A    | Michal Handzuš     | 1977 | 193  | 98   | L    | Los Angeles Kings  |
| 27 | A    | Ladislav Nagy      | 1979 | 180  | 87   | R    | MODO               |
| 30 | P    | Jaroslav Halák     | 1985 | 182  | 76   | L    | St. Louis Blues    |
| 37 | D    | Peter Podhradský   | 1979 | 187  | 92   | R    | Dinamo Minsk       |
| 38 | A    | Pavol Demitra - C  | 1974 | 183  | 91   | L    | Lok. Jaroslavl’    |
| 43 | A    | Tomáš Surový       | 1981 | 183  | 87   | L    | Dinamo Riga        |
| 51 | D    | Dominik Graňák     | 1983 | 182  | 78   | L    | Dinamo Mosca       |
| 68 | D    | Milan Jurčina      | 1983 | 195  | 110  | R    | New York Islanders |
| 77 | D    | Martin Štrbák      | 1975 | 191  | 96   | L    | Dinamo Mosca       |
| 81 | A    | Marián Hossa       | 1979 | 185  | 90   | L    | Chicago Blackhawks |
| 88 | A    | Marcel Hossa       | 1981 | 187  | 100  | L    | Ak Bars Kazan’     |
| 92 | A    | Branko Radivojevič | 1980 | 186  | 90   | R    | Spartak Mosca      |

LEGENDA:

P = Portiere, D = Difensore, A = Attaccante, L = sinistra, R = destra

### Slovenia
Allenatore:  Matjaž Kopitar
Lista dei convocati aggiornata al 5 maggio 2011.
| N. | Pos. | Nome                | Anno | Alt. | Peso | Tiro | Squadra            |
| -- | ---- | ------------------- | ---- | ---- | ---- | ---- | ------------------ |
| 1  | P    | Andrej Hočevar      | 1984 | 182  | 84   | L    | Pontebba           |
| 4  | D    | Andrej Tavželj      | 1984 | 187  | 96   | L    | Pontebba           |
| 8  | A    | Žiga Jeglič         | 1988 | 186  | 74   | R    | HK Jesenice        |
| 9  | A    | Tomaž Razingar - C  | 1979 | 186  | 95   | L    | Villacher SV       |
| 10 | A    | Mitja Šivic         | 1979 | 178  | 86   | L    | Brûleurs de Loups  |
| 12 | A    | David Rodman        | 1983 | 185  | 84   | L    | Vienna Capitals    |
| 14 | A    | Matej Hočevar       | 1982 | 178  | 78   | R    | Olimpija Lubiana   |
| 15 | D    | Blaž Gregorc        | 1990 | 190  | 95   | L    | Södertälje SK      |
| 17 | D    | Žiga Pavlin         | 1985 | 193  | 96   | R    | Olimpija Lubiana   |
| 18 | D    | Greg Kuznik         | 1978 | 186  | 90   | L    | Villacher SV       |
| 19 | A    | Žiga Pance          | 1989 | 185  | 84   | R    | Olimpija Lubiana   |
| 21 | D    | Klemen Pretnar      | 1986 | 181  | 83   | R    | HK Jesenice        |
| 22 | A    | Marcel Rodman - A   | 1981 | 185  | 85   | R    | Vienna Capitals    |
| 23 | D    | Damjan Dervarič     | 1982 | 185  | 90   | L    | Olimpija Lubiana   |
| 24 | A    | Rok Tičar           | 1989 | 180  | 76   | L    | HK Jesenice        |
| 26 | A    | Jaka Ankerst        | 1989 | 184  | 80   | L    | Diables Rouges     |
| 28 | D    | Aleš Kranjc         | 1981 | 181  | 94   | L    | Fehérvár AV19      |
| 33 | P    | Robert Kristan      | 1983 | 183  | 85   | L    | Medveščak          |
| 51 | D    | Mitja Robar - A     | 1983 | 177  | 84   | L    | HK Jesenice        |
| 55 | A    | Robert Sabolič      | 1988 | 183  | 89   | R    | HK Jesenice        |
| 69 | P    | Matija Pintarič     | 1989 | 181  | 78   | L    | Olimpija Lubiana   |
| 71 | A    | Boštjan Goličič     | 1989 | 183  | 88   | L    | Olimpija Lubiana   |
| 76 | A    | Rok Pajič           | 1985 | 176  | 83   | L    | Slovan Ústečtí Lvi |
| 84 | A    | Andrej Hebar        | 1984 | 180  | 81   | L    | Olimpija Lubiana   |
| 86 | D    | Sabahudin Kovačevič | 1986 | 191  | 93   | R    | Alleghe            |

LEGENDA:

P = Portiere, D = Difensore, A = Attaccante, L = sinistra, R = destra

## Gruppo B

### Bielorussia
Allenatore:  Eduard Zankavec
Lista dei convocati aggiornata al 5 maggio 2011.
| N. | Pos. | Nome                   | Anno | Alt. | Peso | Tiro | Squadra             |
| -- | ---- | ---------------------- | ---- | ---- | ---- | ---- | ------------------- |
| 2  | P    | Sjarhej Šabanaŭ        | 1974 | 180  | 79   | L    | Neman Hrodna        |
| 5  | D    | Mikalaŭ Stasenka       | 1987 | 195  | 101  | R    | Amur Chabarovsk     |
| 7  | D    | Uladzimir Dzianisaŭ    | 1984 | 181  | 94   | L    | Ambrì-Piotta        |
| 10 | A    | Andrėj Michalëv - A    | 1978 | 182  | 91   | L    | Dinamo Minsk        |
| 11 | A    | Aljaksandr Kulakoŭ     | 1983 | 182  | 91   | L    | Dinamo Minsk        |
| 13 | A    | Sjarhej Drozd          | 1990 | 181  | 77   | L    | Dinamo Minsk        |
| 17 | A    | Arcëm Dzjamkoŭ         | 1989 | 178  | 75   | R    | Šachcёr Salihorsk   |
| 18 | A    | Aljaksej Uharaŭ        | 1985 | 179  | 80   | L    | Dinamo Mosca        |
| 19 | A    | Dzmitryj Mjaleška      | 1982 | 182  | 81   | R    | Dinamo Minsk        |
| 22 | D    | Aleh Haroška           | 1989 | 178  | 76   | L    | Neman Hrodna        |
| 23 | A    | Andrėj Kascicyn        | 1985 | 183  | 91   | L    | Montreal Canadiens  |
| 25 | D    | Sjarhej Kolasaŭ        | 1986 | 193  | 98   | L    | G. Rapids Griffins  |
| 26 | A    | Andrėj Stas'           | 1988 | 189  | 88   | L    | Dinamo Minsk        |
| 31 | P    | Andrėj Mezin           | 1974 | 182  | 79   | L    | Dinamo Minsk        |
| 40 | P    | Dzmitryj Mil'čakaŭ     | 1986 | 183  | 78   | L    | Metallurg Žlobin    |
| 43 | D    | Viktar Kascjučonak - A | 1979 | 188  | 99   | L    | Dinamo Minsk        |
| 52 | D    | Aljaksandr Radzinski   | 1978 | 190  | 95   | R    | Junost Minsk        |
| 59 | A    | Sjarhej Dzjamahin      | 1986 | 183  | 80   | L    | Dinamo Minsk        |
| 61 | A    | Andrėj Scjapanaŭ       | 1986 | 178  | 91   | R    | Junost Minsk        |
| 77 | A    | Aljaksandr Kitaraŭ     | 1987 | 190  | 90   | L    | Junost Minsk        |
| 81 | A    | Aljaksandr Paŭlovič    | 1988 | 184  | 86   | L    | Šachcёr Salihorsk   |
| 84 | A    | Michail Hraboŭski - C  | 1984 | 181  | 83   | L    | Toronto Maple Leafs |
| 88 | A    | Jaŭhen Kavyršyn        | 1986 | 178  | 77   | L    | Šachcёr Salihorsk   |
| 89 | D    | Dzmitryj Korabaŭ       | 1989 | 190  | 101  | L    | Dinamo Minsk        |
| 91 | D    | Kiryl Hatavec          | 1991 | 183  | 92   | L    | Cornell Big Red     |

LEGENDA:

P = Portiere, D = Difensore, A = Attaccante, L = sinistra, R = destra

### Canada
Allenatore:  Ken Hitchcock
Lista dei convocati aggiornata al 6 maggio 2011.
| N. | Pos. | Nome                | Anno | Alt. | Peso | Tiro | Squadra               |
| -- | ---- | ------------------- | ---- | ---- | ---- | ---- | --------------------- |
| 2  | D    | Luke Schenn         | 1989 | 188  | 104  | R    | Toronto Maple Leafs   |
| 3  | D    | Dion Phaneuf - A    | 1985 | 190  | 98   | L    | Toronto Maple Leafs   |
| 7  | D    | Mario Scalzo        | 1984 | 178  | 86   | L    | Adler Mannheim        |
| 8  | D    | Brent Burns         | 1985 | 193  | 90   | R    | Minnesota Wild        |
| 9  | A    | Evander Kane        | 1991 | 188  | 88   | L    | Atlanta Thrashers     |
| 14 | A    | Jordan Eberle       | 1990 | 183  | 84   | R    | Edmonton Oilers       |
| 15 | A    | Travis Zajac - A    | 1985 | 188  | 93   | R    | New Jersey Devils     |
| 16 | A    | Andrew Ladd - A     | 1985 | 188  | 90   | L    | Atlanta Thrashers     |
| 17 | D    | Marc-André Gragnani | 1987 | 188  | 90   | L    | Buffalo Sabres        |
| 18 | A    | James Neal          | 1987 | 190  | 93   | L    | Pittsburgh Penguins   |
| 19 | A    | Jason Spezza - A    | 1983 | 188  | 93   | R    | Ottawa Senators       |
| 20 | A    | John Tavares        | 1990 | 183  | 88   | L    | New York Islanders    |
| 22 | A    | Cal Clutterbuck     | 1987 | 180  | 96   | R    | Minnesota Wild        |
| 25 | A    | Chris Stewart       | 1987 | 188  | 103  | R    | St. Louis Blues       |
| 27 | D    | Alex Pietrangelo    | 1990 | 190  | 95   | R    | St. Louis Blues       |
| 28 | D    | Carlo Colaiacovo    | 1983 | 186  | 90   | L    | St. Louis Blues       |
| 33 | D    | Marc Methot         | 1985 | 190  | 100  | L    | Columbus Blue Jackets |
| 34 | P    | James Reimer        | 1988 | 188  | 94   | L    | Toronto Maple Leafs   |
| 40 | P    | Devan Dubnyk        | 1986 | 195  | 99   | R    | Edmonton Oilers       |
| 45 | P    | Jonathan Bernier    | 1988 | 183  | 84   | L    | Los Angeles Kings     |
| 50 | A    | Antoine Vermette    | 1982 | 185  | 90   | L    | Columbus Blue Jackets |
| 53 | A    | Jeff Skinner        | 1992 | 180  | 87   | L    | Carolina Hurricanes   |
| 61 | A    | Rick Nash - C       | 1984 | 193  | 97   | L    | Columbus Blue Jackets |
| 92 | A    | Matt Duchene        | 1991 | 180  | 90   | L    | Colorado Avalanche    |

LEGENDA:

P = Portiere, D = Difensore, A = Attaccante, L = sinistra, R = destra

### Francia
Allenatore:  David Henderson
Lista dei convocati aggiornata al 6 maggio 2011.
| N. | Pos. | Nome                     | Anno | Alt. | Peso | Tiro | Squadra            |
| -- | ---- | ------------------------ | ---- | ---- | ---- | ---- | ------------------ |
| 3  | D    | Vincent Bachet - A       | 1978 | 181  | 82   | L    | Gothiques d'Amiens |
| 9  | A    | Damien Fleury            | 1986 | 179  | 81   | R    | Västerås           |
| 10 | A    | Laurent Meunier - C      | 1979 | 189  | 91   | R    | Straubing Tigers   |
| 13 | A    | Luc Tardif               | 1984 | 183  | 84   | L    | Dragons de Rouen   |
| 14 | A    | Stéphane Da Costa        | 1989 | 192  | 100  | R    | Ottawa Senators    |
| 17 | A    | Jérémie Romand           | 1988 | 180  | 82   | L    | Drakkars de Caen   |
| 18 | D    | Yohann Auvitu            | 1989 | 192  | 95   | L    | JYP                |
| 19 | A    | Loïc Lampérier           | 1989 | 181  | 85   | L    | Diables Rouges     |
| 20 | D    | Maxime Moisand           | 1990 | 180  | 84   | R    | Brûleurs de Loups  |
| 21 | D    | Jonathan Janil           | 1987 | 177  | 78   | R    | Dragons de Rouen   |
| 22 | A    | Brian Henderson          | 1986 | 187  | 87   | L    | Ducs d'Angers      |
| 23 | A    | Nicolas Arrossamena      | 1990 | 180  | 82   | R    | Brûleurs de Loups  |
| 24 | A    | Julien Desrosiers        | 1980 | 181  | 75   | L    | Dragons de Rouen   |
| 28 | A    | Laurent Gras             | 1976 | 178  | 80   | L    | Chamonix           |
| 33 | P    | Ronan Quemener           | 1988 | 177  | 84   | L    | Rapaces de Gap     |
| 38 | D    | Thomas Roussel           | 1985 | 185  | 83   | L    | Gothiques d'Amiens |
| 39 | P    | Cristobal Huet           | 1975 | 183  | 85   | L    | Friburgo-Gottéron  |
| 41 | A    | Pierre-Édouard Bellemare | 1985 | 184  | 87   | L    | Skellefteå AIK     |
| 42 | P    | Fabrice Lhenry           | 1972 | 180  | 83   | L    | Dragons de Rouen   |
| 74 | D    | Nicolas Besch            | 1984 | 179  | 84   | L    | Mikkelin Jukurit   |
| 77 | A    | Sacha Treille            | 1987 | 196  | 98   | L    | Sparta Praga       |
| 80 | A    | Teddy Da Costa           | 1986 | 181  | 80   | R    | Dragons de Rouen   |
| 82 | A    | Damien Raux              | 1984 | 179  | 84   | L    | Diables Rouges     |
| 84 | D    | Kévin Hecquefeuille - A  | 1984 | 184  | 86   | R    | Gothiques d'Amiens |
| 87 | D    | Teddy Trabichet          | 1987 | 184  | 86   | L    | Gothiques d'Amiens |

LEGENDA:

P = Portiere, D = Difensore, A = Attaccante, L = sinistra, R = destra

### Svizzera
Allenatore:  Sean Simpson
Lista dei convocati aggiornata al 5 maggio 2011.
| N. | Pos. | Nome              | Anno | Alt. | Peso | Tiro | Squadra                |
| -- | ---- | ----------------- | ---- | ---- | ---- | ---- | ---------------------- |
| 2  | D    | Beat Gerber       | 1982 | 179  | 84   | L    | Berna                  |
| 3  | D    | Julien Vauclair   | 1979 | 184  | 92   | L    | Lugano                 |
| 10 | A    | Andres Ambühl     | 1983 | 176  | 82   | R    | ZSC Lions              |
| 13 | D    | Félicien Du Bois  | 1983 | 187  | 82   | R    | Kloten Flyers          |
| 16 | D    | Rafael Diaz       | 1986 | 181  | 88   | R    | Zugo                   |
| 19 | D    | John Gobbi        | 1981 | 180  | 85   | R    | Ginevra-Servette       |
| 22 | A    | Victor Stancescu  | 1985 | 181  | 90   | R    | Kloten Flyers          |
| 25 | A    | Thibaut Monnet    | 1982 | 182  | 85   | L    | ZSC Lions              |
| 28 | A    | Martin Plüss - A  | 1977 | 175  | 85   | L    | Berna                  |
| 31 | D    | Mathias Seger - C | 1977 | 181  | 86   | L    | ZSC Lions              |
| 32 | A    | Ivo Rüthemann - A | 1976 | 173  | 77   | L    | Berna                  |
| 40 | A    | Daniel Rubin      | 1985 | 180  | 77   | L    | Ginevra-Servette       |
| 43 | A    | Morris Trachsler  | 1984 | 183  | 90   | L    | Ginevra-Servette       |
| 44 | A    | Matthias Bieber   | 1986 | 180  | 82   | L    | Kloten Flyers          |
| 47 | D    | Luca Sbisa        | 1990 | 188  | 93   | L    | Anaheim Ducks          |
| 51 | A    | Ryan Gardner      | 1978 | 198  | 103  | R    | Berna                  |
| 52 | P    | Tobias Stephan    | 1984 | 192  | 85   | L    | Ginevra-Servette       |
| 54 | D    | Philippe Furrer   | 1985 | 186  | 90   | L    | Berna                  |
| 57 | D    | Goran Bezina - A  | 1980 | 189  | 99   | L    | Ginevra-Servette       |
| 63 | P    | Leonardo Genoni   | 1987 | 180  | 80   | L    | Davos                  |
| 67 | A    | Romano Lemm       | 1984 | 182  | 86   | R    | Kloten Flyers          |
| 71 | A    | Kevin Lötscher    | 1988 | 190  | 91   | R    | Bienne                 |
| 79 | P    | Daniel Manzato    | 1984 | 184  | 84   | L    | Rapperswil-Jona Lakers |
| 82 | A    | Simon Moser       | 1989 | 188  | 94   | L    | Langnau Tigers         |
| 86 | A    | Julien Sprunger   | 1986 | 194  | 90   | R    | Friburgo-Gottéron      |

LEGENDA:

P = Portiere, D = Difensore, A = Attaccante, L = sinistra, R = destra

## Gruppo C

### Austria
Allenatore:  Bill Gilligan
Lista dei convocati aggiornata al 5 maggio 2011.
| N. | Pos. | Nome                      | Anno | Alt. | Peso | Tiro | Squadra             |
| -- | ---- | ------------------------- | ---- | ---- | ---- | ---- | ------------------- |
| 4  | D    | Gerhard Unterluggauer - C | 1976 | 176  | 92   | L    | Villacher SV        |
| 5  | A    | Thomas Raffl              | 1986 | 193  | 92   | L    | Red Bull Salisburgo |
| 6  | A    | Rafael Rotter             | 1987 | 184  | 91   | R    | Vienna Capitals     |
| 8  | A    | Roland Kaspitz            | 1981 | 170  | 78   | L    | Villacher SV        |
| 11 | D    | Philippe Lakos            | 1980 | 193  | 99   | R    | Vienna Capitals     |
| 12 | A    | Michael Raffl             | 1988 | 190  | 92   | L    | Villacher SV        |
| 13 | A    | Michael Schiechl          | 1989 | 181  | 92   | L    | Red Bull Salisburgo |
| 15 | A    | Manuel Latusa             | 1984 | 182  | 86   | L    | Red Bull Salisburgo |
| 16 | A    | Patrick Harand            | 1984 | 182  | 87   | L    | Graz 99ers          |
| 17 | D    | Johannes Reichel          | 1982 | 182  | 86   | L    | KAC                 |
| 18 | A    | Thomas Koch - A           | 1983 | 173  | 79   | L    | Red Bull Salisburgo |
| 19 | A    | Philipp Lukas             | 1979 | 177  | 86   | R    | Black Wings Linz    |
| 20 | A    | Daniel Welser             | 1983 | 180  | 86   | L    | Red Bull Salisburgo |
| 24 | D    | Darcy Werenka             | 1973 | 188  | 95   | R    | Graz 99ers          |
| 28 | D    | Martin Schumnig           | 1989 | 181  | 78   | R    | KAC                 |
| 29 | P    | Jürgen Penker             | 1982 | 185  | 90   | L    | Vienna Capitals     |
| 30 | P    | René Swette               | 1988 | 183  | 83   | L    | KAC                 |
| 31 | P    | Fabian Weinhandl          | 1987 | 192  | 100  | L    | Graz 99ers          |
| 34 | A    | Markus Peintner           | 1980 | 180  | 82   | L    | Graz 99ers          |
| 36 | A    | Marco Pewal               | 1978 | 178  | 78   | L    | Red Bull Salisburgo |
| 41 | D    | Mario Altmann             | 1986 | 193  | 94   | L    | Villacher SV        |
| 51 | D    | Matthias Trattnig         | 1979 | 182  | 96   | L    | Red Bull Salisburgo |
| 55 | D    | Robert Lukas              | 1978 | 177  | 80   | L    | Black Wings Linz    |
| 77 | A    | Thomas Hundertpfund       | 1989 | 189  | 85   | L    | KAC                 |
| 91 | A    | Oliver Setzinger - A      | 1983 | 184  | 92   | L    | Losanna             |

LEGENDA:

P = Portiere, D = Difensore, A = Attaccante, L = sinistra, R = destra

### Norvegia
Allenatore:  Roy Johansen
Lista dei convocati aggiornata al 7 maggio 2011.
| N. | Pos. | Nome                       | Anno | Alt. | Peso | Tiro | Squadra            |
| -- | ---- | -------------------------- | ---- | ---- | ---- | ---- | ------------------ |
| 3  | D    | Erik Follestad Johansen    | 1989 | 188  | 84   | L    | Frisk Tigers       |
| 5  | D    | Eerikki Koivu              | 1979 | 190  | 90   | L    | Lørenskog          |
| 6  | D    | Jonas Holøs                | 1987 | 180  | 90   | R    | Colorado Avalanche |
| 8  | A    | Mads Hansen - A            | 1978 | 185  | 88   | L    | Brynäs             |
| 9  | A    | Marius Holtet              | 1984 | 186  | 90   | R    | Färjestad          |
| 10 | A    | Lars Erik Spets            | 1985 | 178  | 82   | L    | Lørenskog          |
| 14 | A    | Peter Lorentzen            | 1983 | 184  | 83   | L    | Stavanger Oilers   |
| 15 | A    | Tommy Kristiansen          | 1989 | 189  | 90   | R    | Sparta Warriors    |
| 19 | A    | Per-Åge Skrøder            | 1978 | 180  | 92   | L    | MODO               |
| 20 | A    | Anders Bastiansen - A      | 1980 | 190  | 94   | L    | Färjestad          |
| 21 | A    | Morten Ask                 | 1980 | 185  | 90   | L    | Vålerenga          |
| 22 | A    | Martin Røymark             | 1986 | 184  | 86   | L    | Timrå              |
| 24 | A    | Andreas Martinsen          | 1990 | 190  | 100  | L    | Lillehammer IK     |
| 26 | A    | Kristian Forsberg          | 1986 | 186  | 82   | R    | MODO               |
| 30 | P    | Lars Haugen                | 1987 | 183  | 83   | L    | Manglerud Star     |
| 33 | P    | Pål Grotnes                | 1977 | 190  | 85   | L    | Stjernen Hockey    |
| 34 | P    | Robert Hestmann            | 1988 | 185  | 95   | L    | Storhamar Dragons  |
| 35 | A    | Martin Laumann Ylven       | 1988 | 190  | 100  | L    | Linköping          |
| 37 | D    | Lars Løkken Østli          | 1986 | 182  | 87   | R    | Storhamar Dragons  |
| 40 | A    | Ken André Olimb            | 1989 | 178  | 82   | L    | Leksand            |
| 44 | D    | Brede Csiszar              | 1987 | 182  | 85   | R    | Vålerenga          |
| 46 | A    | Mathis Olimb               | 1986 | 179  | 80   | L    | Rockford IceHogs   |
| 47 | D    | Alexander Bonsaksen        | 1987 | 180  | 82   | L    | IF Sundsvall       |
| 52 | A    | Anders Fredriksen          | 1981 | 175  | 82   | L    | Lørenskog          |
| 55 | D    | Ole-Kristian Tollefsen - C | 1984 | 188  | 95   | L    | MODO               |

LEGENDA:

P = Portiere, D = Difensore, A = Attaccante, L = sinistra, R = destra

### Stati Uniti
Allenatore:  Scott Gordon
Lista dei convocati aggiornata all'8 maggio 2011.
| N. | Pos. | Nome               | Anno | Alt. | Peso | Tiro | Squadra               |
| -- | ---- | ------------------ | ---- | ---- | ---- | ---- | --------------------- |
| 1  | P    | Jack Campbell      | 1992 | 188  | 83   | L    | Windsor Spitfires     |
| 2  | D    | Ryan McDonagh      | 1989 | 185  | 97   | L    | New York Rangers      |
| 3  | D    | Jack Johnson - A   | 1987 | 185  | 99   | L    | Los Angeles Kings     |
| 4  | D    | Clay Wilson        | 1983 | 183  | 88   | L    | Florida Panthers      |
| 5  | D    | Mark Stuart - C    | 1984 | 188  | 97   | L    | Atlanta Thrashers     |
| 7  | D    | Cam Fowler         | 1991 | 185  | 89   | L    | Anaheim Ducks         |
| 8  | D    | Mike Komisarek - A | 1982 | 193  | 110  | R    | Toronto Maple Leafs   |
| 9  | A    | Derek Stepan       | 1990 | 183  | 83   | R    | New York Rangers      |
| 12 | D    | Kevin Shattenkirk  | 1989 | 180  | 88   | R    | St. Louis Blues       |
| 15 | A    | Craig Smith        | 1989 | 183  | 89   | R    | Wisconsin Badgers     |
| 16 | A    | James van Riemsdyk | 1989 | 193  | 96   | L    | Philadelphia Flyers   |
| 17 | A    | Blake Wheeler      | 1986 | 196  | 93   | R    | Atlanta Thrashers     |
| 18 | A    | Mike Brown - A     | 1985 | 180  | 93   | R    | Toronto Maple Leafs   |
| 19 | A    | Chris Kreider      | 1991 | 188  | 93   | L    | Boston College Eagles |
| 20 | A    | Jack Skille        | 1987 | 185  | 98   | R    | Florida Panthers      |
| 21 | A    | Andy Miele         | 1988 | 175  | 82   | L    | Miami RedHawks        |
| 22 | A    | Yan Stastny        | 1982 | 178  | 87   | L    | CSKA Mosca            |
| 23 | A    | Tim Stapleton      | 1982 | 175  | 82   | R    | Atlanta Thrashers     |
| 24 | A    | Chris Porter       | 1984 | 185  | 91   | L    | St. Louis Blues       |
| 25 | A    | Nick Palmieri      | 1989 | 191  | 100  | R    | New Jersey Devils     |
| 26 | A    | Ryan Shannon       | 1983 | 175  | 79   | R    | Ottawa Senators       |
| 28 | A    | Paul Gaustad - A   | 1982 | 196  | 100  | L    | Buffalo Sabres        |
| 29 | P    | Ty Conklin         | 1976 | 185  | 87   | L    | St. Louis Blues       |
| 34 | D    | Mark Fayne         | 1987 | 191  | 98   | R    | New Jersey Devils     |
| 35 | P    | Al Montoya         | 1985 | 188  | 88   | L    | New York Islanders    |

LEGENDA:

P = Portiere, D = Difensore, A = Attaccante, L = sinistra, R = destra

### Svezia
Allenatore:  Pär Mårts
Lista dei convocati aggiornata al 9 maggio 2011.
| N. | Pos. | Nome                     | Anno | Alt. | Peso | Tiro | Squadra             |
| -- | ---- | ------------------------ | ---- | ---- | ---- | ---- | ------------------- |
| 2  | D    | Nicklas Grossman - A     | 1985 | 191  | 94   | L    | Dallas Stars        |
| 3  | D    | Oliver Ekman-Larsson     | 1991 | 188  | 85   | L    | Phoenix Coyotes     |
| 5  | D    | Daniel Fernholm          | 1983 | 196  | 101  | L    | Dinamo Minsk        |
| 7  | D    | David Rundblad           | 1990 | 189  | 86   | R    | Skellefteå AIK      |
| 8  | A    | Andreas Jämtin           | 1983 | 183  | 88   | L    | Linköping           |
| 9  | A    | Mattias Tedenby          | 1990 | 178  | 80   | L    | New Jersey Devils   |
| 10 | A    | Martin Thörnberg         | 1983 | 183  | 91   | L    | HV71                |
| 11 | D    | Carl Gunnarsson          | 1986 | 188  | 86   | L    | Toronto Maple Leafs |
| 15 | A    | Mattias Sjögren          | 1987 | 189  | 97   | L    | Färjestad           |
| 18 | A    | Patrik Berglund - A      | 1988 | 192  | 90   | L    | St. Louis Blues     |
| 21 | A    | Loui Eriksson            | 1985 | 185  | 83   | L    | Dallas Stars        |
| 22 | D    | David Petrasek           | 1976 | 187  | 95   | R    | Dinamo Minsk        |
| 23 | A    | Niklas Persson           | 1979 | 188  | 93   | L    | Neftechimik         |
| 24 | D    | Staffan Kronwall         | 1982 | 193  | 97   | L    | Djurgården          |
| 27 | A    | Robert Nilsson           | 1985 | 178  | 87   | L    | Salavat Julaev      |
| 30 | P    | Viktor Fasth             | 1982 | 184  | 86   | L    | AIK                 |
| 31 | P    | Anders Nilsson           | 1990 | 195  | 100  | L    | Luleå               |
| 32 | A    | Marcus Krüger            | 1990 | 182  | 82   | L    | Chicago Blackhawks  |
| 33 | A    | Jakob Silfverberg        | 1990 | 185  | 87   | R    | Brynäs              |
| 40 | P    | Erik Ersberg             | 1982 | 182  | 73   | L    | Salavat Julaev      |
| 42 | A    | Jimmie Ericsson          | 1980 | 188  | 92   | L    | Skellefteå AIK      |
| 44 | D    | Tim Erixon               | 1991 | 190  | 90   | L    | Skellefteå AIK      |
| 51 | A    | Rickard Wallin - C       | 1980 | 191  | 91   | L    | Färjestad           |
| 60 | A    | Mikael Backlund          | 1989 | 184  | 90   | L    | Calgary Flames      |
| 91 | A    | Magnus Pääjärvi-Svensson | 1991 | 188  | 91   | L    | Edmonton Oilers     |

LEGENDA:

P = Portiere, D = Difensore, A = Attaccante, L = sinistra, R = destra

## Gruppo D

### Danimarca
Allenatore:  Per Bäckman
Lista dei convocati aggiornata al 30 aprile 2011.
| N. | Pos. | Nome               | Anno | Alt. | Peso | Tiro | Squadra                   |
| -- | ---- | ------------------ | ---- | ---- | ---- | ---- | ------------------------- |
| 1  | P    | Patrick Galbraith  | 1986 | 183  | 76   | L    | Leksand                   |
| 4  | D    | Mads Bødker        | 1987 | 174  | 77   | L    | Rögle                     |
| 5  | D    | Daniel Nielsen - A | 1980 | 182  | 80   | R    | Herning Blue Fox          |
| 6  | D    | Stefan Lassen      | 1985 | 190  | 86   | L    | Djurgården                |
| 8  | A    | Frederik Storm     | 1989 | 180  | 86   | L    | SønderjyskE               |
| 9  | A    | Kasper Degn        | 1982 | 175  | 75   | L    | Aalborg                   |
| 13 | A    | Morten Green - C   | 1981 | 183  | 80   | L    | Malmö                     |
| 14 | A    | Kirill Starkov     | 1987 | 183  | 83   | L    | EfB Ishockey              |
| 18 | D    | Kasper Jensen      | 1987 | 188  | 89   | L    | Rødovre Mighty Bulls      |
| 19 | A    | Kim Staal          | 1978 | 182  | 88   | R    | Herning Blue Fox          |
| 21 | A    | Thor Dresler       | 1979 | 188  | 93   | L    | Copenhagen Hockey         |
| 26 | D    | Michael Eskesen    | 1986 | 182  | 80   | L    | Odense Bulldogs           |
| 29 | A    | Morten Madsen - A  | 1987 | 190  | 85   | L    | MODO                      |
| 30 | P    | Frederik Andersen  | 1989 | 192  | 100  | L    | Frederikshavn White Hawks |
| 31 | P    | Simon Nielsen      | 1986 | 188  | 85   | L    | Aalborg                   |
| 33 | A    | Julian Jakobsen    | 1987 | 183  | 82   | L    | Södertälje SK             |
| 38 | A    | Morten H. Poulsen  | 1988 | 185  | 84   | L    | Herning Blue Fox          |
| 40 | A    | Jesper Jensen      | 1987 | 183  | 80   | L    | Frederikshavn White Hawks |
| 41 | D    | Jesper Jensen      | 1991 | 182  | 80   | L    | Rögle                     |
| 44 | A    | Nichlas Hardt      | 1988 | 177  | 80   | L    | Malmö                     |
| 60 | A    | Mads Christensen   | 1987 | 179  | 80   | L    | Eisbären Berlin           |
| 84 | D    | Philip Hersby      | 1984 | 185  | 95   | L    | Copenhagen Hockey         |
| 89 | A    | Mikkel Bødker      | 1989 | 180  | 88   | L    | Phoenix Coyotes           |

LEGENDA:

P = Portiere, D = Difensore, A = Attaccante, L = sinistra, R = destra

### Finlandia
Allenatore:  Jukka Jalonen
Lista dei convocati aggiornata all'11 maggio 2011.
| N. | Pos. | Nome               | Anno | Alt. | Peso | Tiro | Squadra               |
| -- | ---- | ------------------ | ---- | ---- | ---- | ---- | --------------------- |
| 4  | D    | Ossi Väänänen      | 1980 | 193  | 98   | L    | Jokerit               |
| 5  | D    | Lasse Kukkonen - A | 1981 | 184  | 90   | L    | Magnitogorsk          |
| 6  | D    | Topi Jaakola       | 1983 | 186  | 87   | L    | Luleå                 |
| 9  | A    | Mikko Koivu - C    | 1983 | 189  | 92   | L    | Minnesota Wild        |
| 15 | A    | Tuomo Ruutu - A    | 1983 | 184  | 94   | L    | Carolina Hurricanes   |
| 18 | D    | Sami Lepistö       | 1984 | 178  | 85   | L    | Columbus Blue Jackets |
| 19 | D    | Jyrki Välivaara    | 1976 | 188  | 92   | L    | JYP                   |
| 20 | A    | Janne Pesonen      | 1982 | 180  | 81   | L    | Ak Bars Kazan’        |
| 21 | D    | Janne Niskala      | 1981 | 183  | 90   | L    | Magnitogorsk          |
| 24 | A    | Jani Lajunen       | 1990 | 185  | 75   | L    | Espoo Blues           |
| 26 | A    | Jarkko Immonen     | 1982 | 181  | 95   | R    | Ak Bars Kazan’        |
| 28 | A    | Anssi Salmela      | 1984 | 185  | 87   | L    | New Jersey Devils     |
| 29 | A    | Petteri Nokelainen | 1986 | 185  | 86   | R    | Jokerit               |
| 31 | P    | Petri Vehanen      | 1977 | 186  | 82   | L    | Ak Bars Kazan’        |
| 33 | P    | Niko Hovinen       | 1988 | 196  | 89   | L    | Lahti Pelicans        |
| 35 | P    | Teemu Lassila      | 1983 | 183  | 87   | L    | HPK                   |
| 37 | A    | Mika Pyörälä       | 1981 | 182  | 79   | L    | Frölunda              |
| 39 | A    | Niko Kapanen       | 1978 | 177  | 80   | L    | Ak Bars Kazan’        |
| 40 | A    | Antti Pihlström    | 1984 | 180  | 82   | L    | JYP                   |
| 41 | D    | Pasi Puistola      | 1978 | 182  | 80   | L    | HV71                  |
| 47 | A    | Janne Lahti        | 1982 | 189  | 89   | L    | Jokerit               |
| 50 | A    | Juhamatti Aaltonen | 1985 | 184  | 89   | R    | Magnitogorsk          |
| 58 | A    | Jesse Joensuu      | 1987 | 191  | 90   | L    | New York Islanders    |
| 64 | A    | Mikael Granlund    | 1992 | 175  | 77   | L    | HIFK                  |
| 71 | A    | Leo Komarov        | 1987 | 180  | 92   | L    | Dinamo Mosca          |

LEGENDA:

P = Portiere, D = Difensore, A = Attaccante, L = sinistra, R = destra

### Lettonia
Allenatore:  Oļegs Znaroks
Lista dei convocati aggiornata al 5 maggio 2011.
| N. | Pos. | Nome                    | Anno | Alt. | Peso | Tiro | Squadra            |
| -- | ---- | ----------------------- | ---- | ---- | ---- | ---- | ------------------ |
| 1  | P    | Māris Jučers            | 1987 | 190  | 80   | L    | Liepājas Metalurgs |
| 3  | D    | Arvīds Reķis            | 1979 | 183  | 90   | L    | Dinamo Riga        |
| 5  | D    | Jānis Andersons         | 1986 | 187  | 88   | L    | Dinamo Riga        |
| 6  | A    | Juris Štāls             | 1982 | 191  | 90   | L    | Dinamo Riga        |
| 9  | A    | Roberts Bukarts         | 1990 | 184  | 83   | R    | Dinamo Riga        |
| 10 | A    | Lauris Dārziņš          | 1985 | 190  | 90   | R    | Dinamo Riga        |
| 11 | D    | Kristaps Sotnieks       | 1987 | 183  | 87   | L    | Dinamo Riga        |
| 12 | A    | Herberts Vasiļjevs - C  | 1976 | 181  | 82   | R    | Krefeld Pinguine   |
| 15 | A    | Ronalds Ķēniņš          | 1991 | 178  | 80   | L    | GCK Lions          |
| 17 | A    | Aleksandrs Ņiživijs - A | 1976 | 177  | 77   | R    | Dinamo Riga        |
| 18 | A    | Kaspars Saulietis       | 1987 | 190  | 86   | R    | HPK                |
| 21 | A    | Armands Bērziņš         | 1983 | 192  | 97   | L    | HPK                |
| 23 | A    | Andris Džeriņš          | 1988 | 185  | 85   | L    | Dinamo Riga        |
| 24 | A    | Miķelis Rēdlihs         | 1984 | 179  | 82   | L    | Dinamo Riga        |
| 25 | D    | Jēkabs Rēdlihs          | 1982 | 185  | 86   | L    | Dinamo Riga        |
| 26 | D    | Krišjānis Rēdlihs       | 1981 | 189  | 86   | L    | Dinamo Riga        |
| 27 | A    | Sergejs Pečura          | 1987 | 188  | 92   | L    | Kryl'ja Sovetov    |
| 30 | P    | Mārtiņš Raitums         | 1985 | 185  | 95   | L    | Beibarys Atyrau    |
| 31 | P    | Edgars Masaļskis        | 1980 | 177  | 78   | L    | Jugra C.-M.        |
| 32 | D    | Artūrs Kulda            | 1988 | 188  | 98   | L    | Chicago Wolves     |
| 44 | D    | Oskars Cibuļskis        | 1988 | 192  | 100  | L    | Dinamo Riga        |
| 47 | A    | Mārtiņš Cipulis         | 1980 | 181  | 82   | L    | Amur Chabarovsk    |
| 75 | A    | Ģirts Ankipāns - A      | 1975 | 186  | 98   | L    | Dinamo Riga        |
| 81 | D    | Georgijs Pujacs         | 1981 | 184  | 90   | L    | Sibir’ Novosibirsk |
| 87 | A    | Gints Meija             | 1987 | 185  | 80   | L    | Dinamo Riga        |

LEGENDA:

P = Portiere, D = Difensore, A = Attaccante, L = sinistra, R = destra

### Rep. Ceca
Allenatore:  Alois Hadamczik
Lista dei convocati aggiornata all'11 maggio 2011.
| N. | Pos. | Nome              | Anno | Alt. | Peso | Tiro | Squadra               |
| -- | ---- | ----------------- | ---- | ---- | ---- | ---- | --------------------- |
| 1  | P    | Jakub Kovář       | 1988 | 184  | 81   | L    | České Budějovice      |
| 2  | D    | Zbyněk Michálek   | 1982 | 189  | 95   | R    | Pittsburgh Penguins   |
| 3  | D    | Marek Židlický    | 1977 | 180  | 85   | R    | Minnesota Wild        |
| 4  | D    | Karel Rachůnek    | 1979 | 188  | 100  | R    | Lok. Jaroslavl’       |
| 7  | D    | Radek Martínek    | 1976 | 182  | 93   | L    | New York Islanders    |
| 9  | A    | Milan Michálek    | 1984 | 188  | 102  | R    | Ottawa Senators       |
| 10 | A    | Roman Červenka    | 1985 | 181  | 86   | L    | Avangard Omsk         |
| 11 | A    | Petr Hubáček      | 1979 | 184  | 90   | R    | Kometa Brno           |
| 12 | A    | Jiří Novotný      | 1983 | 189  | 95   | L    | Barys Astana          |
| 14 | A    | Petr Vampola      | 1982 | 185  | 91   | L    | Avangard Omsk         |
| 15 | A    | Jan Marek         | 1979 | 179  | 81   | R    | Atlant Mytišči        |
| 18 | A    | Michael Frolík    | 1988 | 186  | 89   | L    | Chicago Blackhawks    |
| 24 | A    | Martin Havlát     | 1981 | 187  | 95   | R    | Minnesota Wild        |
| 25 | D    | Lukáš Krajíček    | 1983 | 187  | 96   | L    | Oceláři Trinec        |
| 26 | A    | Patrik Eliáš - A  | 1976 | 185  | 88   | L    | New Jersey Devils     |
| 31 | P    | Ondřej Pavelec    | 1987 | 189  | 92   | L    | Atlanta Thrashers     |
| 33 | P    | Jakub Štěpánek    | 1986 | 188  | 80   | L    | SKA Pietroburgo       |
| 36 | D    | Petr Čáslava      | 1979 | 193  | 99   | L    | CSKA Mosca            |
| 41 | D    | Martin Škoula     | 1979 | 190  | 101  | L    | Avangard Omsk         |
| 60 | A    | Tomáš Rolinek - C | 1980 | 177  | 83   | L    | Magnitogorsk          |
| 63 | D    | Ondřej Nemec      | 1984 | 182  | 84   | L    | Severstal’            |
| 68 | A    | Jaromír Jágr - A  | 1972 | 189  | 104  | L    | Avangard Omsk         |
| 73 | A    | Petr Průcha       | 1982 | 180  | 78   | R    | SKA Pietroburgo       |
| 82 | A    | Tomáš Plekanec    | 1982 | 179  | 81   | L    | Montreal Canadiens    |
| 93 | A    | Jakub Voráček     | 1989 | 189  | 96   | L    | Columbus Blue Jackets |

LEGENDA:
P = Portiere, D = Difensore, A = Attaccante, L = sinistra, R = destra